# Houseplant (entreprise)
 (avril 2024).
La mise en forme du texte ne suit pas les recommandations de Wikipédia : il faut le « wikifier ».
Les points d'amélioration suivants sont les cas les plus fréquents. Le détail des points à revoir est peut-être précisé sur la page de discussion.
- Les titres sont pré-formatés par le logiciel. Ils ne sont ni en capitales, ni en gras.
- Le texte ne doit pas être écrit en capitales (les noms de famille non plus), ni en gras, ni en italique, ni en « petit »…
- Le gras n'est utilisé que pour surligner le titre de l'article dans l'introduction, une seule fois.
- L'italique est rarement utilisé : mots en langue étrangère, titres d'œuvres, noms de bateaux, etc.
- Les citations ne sont pas en italique mais en corps de texte normal. Elles sont entourées par des guillemets français : « et ».
- Les listes à puces sont à éviter, des paragraphes rédigés étant largement préférés. Les tableaux sont à réserver à la présentation de données structurées (résultats, etc.).
- Les appels de note de bas de page (petits chiffres en exposant, introduits par l'outil «  Source ») sont à placer entre la fin de phrase et le point final[comme ça].
- Les liens internes (vers d'autres articles de Wikipédia) sont à choisir avec parcimonie. Créez des liens vers des articles approfondissant le sujet. Les termes génériques sans rapport avec le sujet sont à éviter, ainsi que les répétitions de liens vers un même terme.
- Les liens externes sont à placer uniquement dans une section « Liens externes », à la fin de l'article. Ces liens sont à choisir avec parcimonie suivant les règles définies. Si un lien sert de source à l'article, son insertion dans le texte est à faire par les notes de bas de page.
- La présentation des références doit suivre les conventions bibliographiques. Il est recommandé d'utiliser les modèles {{Ouvrage}}, {{Chapitre}}, {{Article}}, {{Lien web}} et/ou {{Bibliographie}}. Le mode d'édition visuel peut mettre en forme automatiquement les références.
- Insérer une infobox (cadre d'informations à droite) n'est pas obligatoire pour parachever la mise en page.

Pour une aide détaillée, merci de consulter Aide:Wikification.
Si vous pensez que ces points ont été résolus, vous pouvez retirer ce bandeau et améliorer la mise en forme d'un autre article.
Houseplant est une entreprise du secteur du cannabis légal cofondée par l'acteur et comédien canado-américain Seth Rogen, l'homme d'affaires américano-canadien Michael Mohr et le scénariste canado-américain Evan Goldberg.

## Histoire

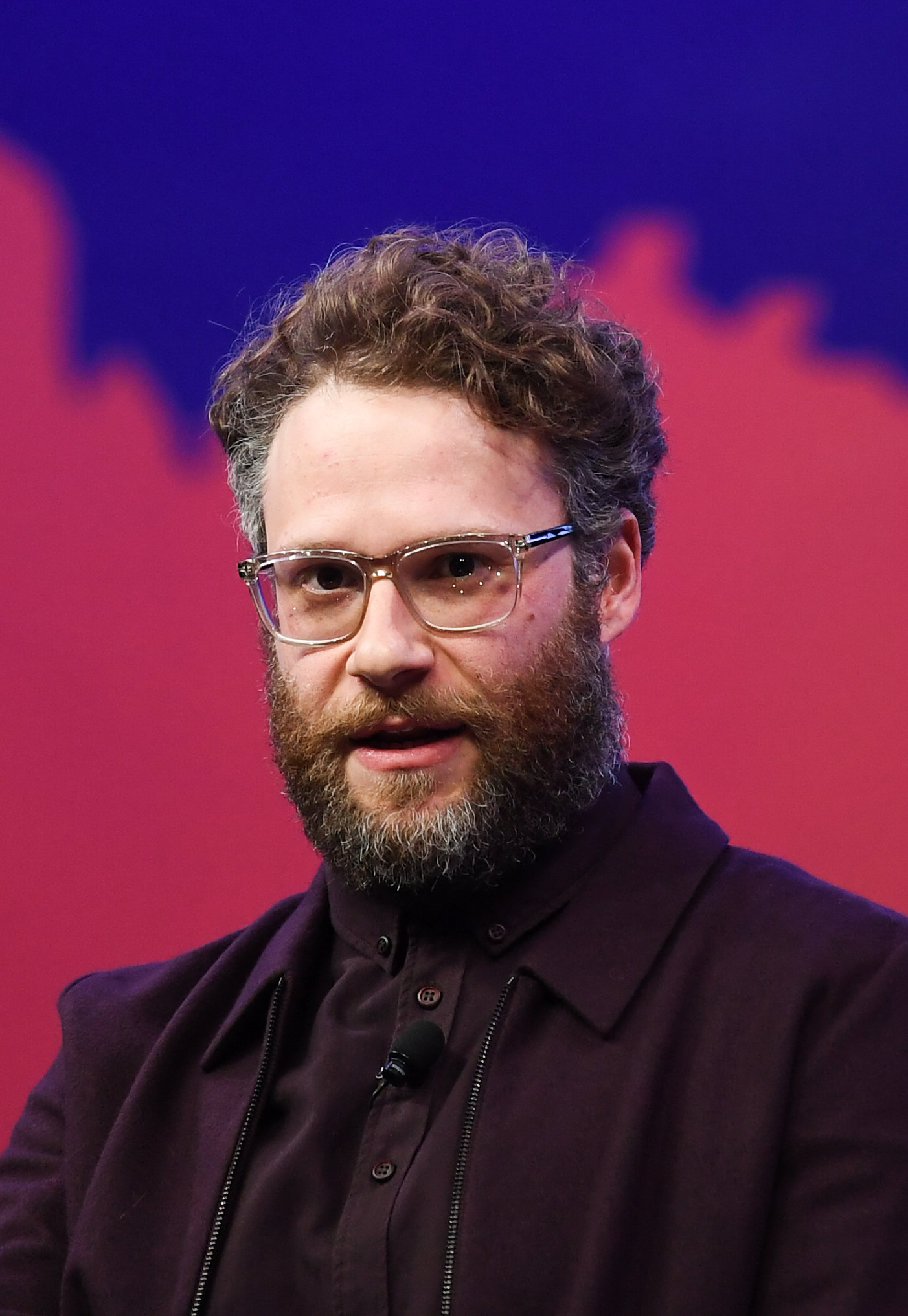
Seth Rogen, cofondateur de Houseplant

Initialement lancée au Canada en 2019, Seth Rogen annonce le 11 mars l'expansion de l'entreprise aux États-Unis, en commençant par la Californie via son compte Twitter le 1er mars 2021. L'annonce a été suffisamment populaire pour que le site Web américain de Houseplant tombe en panne en raison de l'augmentation du trafic.
En janvier 2023, Houseplant s'est associé à Airbnb pour proposer un séjour de trois nuits dans une location qui tolérait la consommation de cannabis. Le séjour comprenait également une rencontre avec Seth Rogen.

## Description et produits
Rogen a examiné « des centaines » de variétés de cannabis avant d'en choisir trois pour le lancement initial. Les variétés Diablo Wind, Pink Moon et Pancake Ice ont été nommées d'après les systèmes météorologiques en référence aux variétés trouvées dans son film Pineapple Express de 2008. De plus, Houseplant vend également des vinyles qui correspondent et sont destinées à être joués sous les effets des produits de la marque.
Le nom de Houseplant est dérivé de la vente par l'entreprise d'articles pour la maison, tels que des cendriers et des céramiques, sous le nom « Housegoods » ( house ) et de produits à base de cannabis ( plant ). Selon Nerdist, Rogen n'a pas mentionné la source du cannabis ni sa relation professionnelle avec les producteurs.
L'entreprise vend également divers accessoires pour la maison, tels que des cendriers élaborés, des briquets de table, des jardinières, des tables tournantes et des collections de disques,,,.